# Anthony L. King
Anthony Lamar King (* 22. Januar 1985 in Durham, North Carolina) ist ein gebürtiger US-amerikanischer Basketballspieler. Nach dem Studium in seinem Heimatland begann King eine Karriere als Profi in Europa, wo er neben Griechenland insbesondere in Deutschland und auf Zypern spielte. Hier erlangte King auch die Staatsbürgerschaft der Republik Zypern, für deren Nationalmannschaft er auch in der Qualifikation für die Europameisterschaft 2013 mitwirkte.

## Karriere
2003 ging King aus North Carolina zum Studium an die University of Miami in Coral Gables (Florida). Für die Basketballmannschaft der Hochschule, Hurricanes genannt, spielte er zunächst in der Big East Conference der National Collegiate Athletic Association (NCAA), bevor man 2004 in die Atlantic Coast Conference (ACC) wechselte. Nach einer mäßigen, letzten Big East-Saison 2003/04 erreichten die Hurricanes nach einem Trainerwechsel 2005 und 2006 zwar eine positive Bilanz in der ACC, erhielten aber nur eine Einladung zum National Invitation Tournament, in dem sie 2006 bis ins Viertelfinale vorstießen. In der Saison 2006/07, seiner ursprünglich letzten Collegespielzeit verletzte sich King nach wenigen Spielen und musste die restliche Saison aussetzen. Die Hurricanes hatte am Saisonende eine deutlich negative Saisonbilanz und erhielten keine Einladung zu Spielen in der Postseason. Nach einer Reform der Spielberechtigungs-Regeln der NCAA konnte King seine Collegekarriere um eine weitere Spielzeit verlängern, da sein vorheriges Jahr wegen der wenigen Einsätze als ausgesetzt gezählt wurde. Die Hurricanes erspielten sich unter anderem mit Jack McClinton eine deutlich positive Saisonbilanz in der Saison 2007/08 und eine ausgeglichene Bilanz in der ACC reichte zur Qualifikation für die landesweite NCAA-Endrunde, in der man in der zweiten Runde knapp mit drei Punkten Unterschied gegen die favorisierten Longhorns der University of Texas at Austin unterlag.
King konnte sich für keinen Profivertrag in seinem Heimatland empfehlen und begann seine professionelle Karriere in der Bundesliga-Spielzeit 2008/09 bei den Deutsche Bank Skyliners aus Frankfurt am Main. Die Skyliners verloren jedoch am Saisonende in der ersten Play-off-Runde um die Meisterschaft gegen den späteren Titelgewinner EWE Baskets Oldenburg. Für die folgende Spielzeit wechselte King nach Zypern zu ETHA aus dem Vorort Egkomi der Hauptstadt Nikosia. Mit diesem Verein gewann er in der zweiten Saison 2011 das Double aus Meisterschaft und Pokal. Dies waren die ersten beiden Titelgewinne für den Verein. Anschließend spielte er im April 2011 für Aris aus Thessaloniki noch in den Meisterschafts-Play-offs der griechischen A1 Ethniki, in denen Aris im Halbfinale glatt in drei Spielen gegen den Hauptrundenersten Olympiakos Piräus verlor.
Zur Bundesliga-Saison 2011/12 kehrte King nach Deutschland zurück und spielte für die Artland Dragons, die als viertplatzierte Mannschaft in die Meisterschafts-Play-offs einzogen, wo sie im Halbfinale glatt in drei Spielen dem Titelverteidiger Brose Baskets unterlagen. In der folgenden Saison flog man als Sechster der Hauptrunde gleich in der ersten Runde gegen den vorherigen Vizemeister Ratiopharm Ulm aus dem Wettbewerb. Im Sommer 2012 hatte King nach dem Erhalt der Staatsbürgerschaft der Republik Zypern für deren Nationalmannschaft an der Qualifikation für die Basketball-Europameisterschaft 2013 teilgenommen, in der man jedoch alle acht Qualifikationsspiele verlor und sich nicht für die Endrunde qualifizieren konnte. Ende Mai 2013 nahm er mit der zyprischen Nationalmannschaft an den Spielen der kleinen Staaten von Europa 2013 teil, bei denen Zypern mit Topscorer King im Endspiel Gastgeber Luxemburg mit 79:67 besiegte. Die Saison 2014/15 endete für die Artland Dragons außerhalb der Playoff-Platzierungen und die Niedersachsen gaben anschließend den Rückzug aus der Bundesliga sowie die Aufkündigung sämtlicher Spielerverträge bekannt. 
King spielte in der Saison 2015/2016 in der Türkei bei Gazientep Basketbol. Von Dezember 2016 an stand er in der Saison 2016/17 bei den Rheinstars Köln in der ProA unter Vertrag. Ab der Saison 2017/18 spielte er vier Jahre für Keravnos Strovolou in Zypern. Dort gewann er mit dem Verein unter anderem den Pokalwettbewerb der zyprischen Liga und die Meisterschaft. 